# 濱田真和
濱田 真和（はまだ まなと、1987年3月16日 -）は、日本の俳優・脚本家・演出家。高知県南国市出身。
2014年にコミュニティ「Superendroller」を立ち上げ、代表を務める。
所属事務所はU.F.O.カンパニー。

## 人物
高知、熊本、山口、宮崎、福岡で育ち、東京へ上京。ヴィンセント・ギャロみたいになりたいと語っている。日南高校、大村美容専門学校卒業。
子猫の野良猫を拾い、飼っていて、最大の癒しだと語っている。美容室のSHIMAで働いていた事がある。
2013年にエドガー・アラン・ポーの世界最初の推理小説モルグ街の殺人を原作に脚本・出演した舞台『Moonlight Rambler〜月夜の散歩人〜を上演』(主演:本郷奏多)。
2015年9月に自身の人生や記憶を基に描いた『sea , she , see』（音楽：宮内優里、照明作家：渡辺敬之、出演：岡野真也、弥香 他）を、
2016年3月にThe SALOVERSの古舘佑太郎を主演に迎え、『blue , blew , bloom』を原宿VACANTで上演。
オリジナルな台詞感覚や、記憶(過去)を再構築しながら現在(いま)を描く手法を用い、映画脚本・監督業にも活動の場を広げている。
2017年3月には古舘佑太郎が音楽を担当、樋井明日香・椎名琴音・小川紗良らが主演する舞台、『monster & moonstar』を企画・上演し、脚本・演出・出演を務めた。
2018年3月、自身プロデュース5作品となる舞台、『hammer & hummingbird』を企画・上演。脚本・演出・出演を務めた。主演は磯村勇斗。

### 演出
- hammer & hummingbird(2018年、すみだパークスタジオ倉)[14]
- monster & moonstar(2017年、VACANT)[15]
- tane & tiny(2016年、ES gallery)[16]
- blue , blew , bloom(2016年、VACANT)[17]
- sea , she , see (2015年、VACANT)[18]
- Onely (2015年、高円寺明石スタジオ)
- Anytime,Anywhere (2014年、上野ストアハウス)[19]

### 脚本
舞台
- 虹色サラウンド(2011年、中目黒ウッディシアター)
- Sometime,Somewhere(2012年、中目黒ウッディシアター)
- Live in toRAIN No.A-h~愛すべき隣人/地底に閉じ込められた未来~(2013年、シアターモリエール)
- さよなら、カケラルーム(2013年、中目黒キンケロシアター)
- Moonlight Rambler~月夜の散歩人~(2013年、俳優座劇場 / きゅりあん小ホール)
- フューチャーブラザーズ(2013年、中野ザ・ポケット)
- アカトミドリノトキ(2013年、TACCS1179)
- Anytime,Anywhere(2014年、上野ストアハウス)[19]
- ブラックジャックによろしく(2014年、六行会ホール)原作：佐藤秀峰(漫画 on Web)[20]
- sea , she , see(2015年、VACANT)[18]
- blue , blew , bloom(2016年、VACANT)[17]
- tane & tiny(2016年、ES gallery)[16]
- monster & moonstar(2017年、VACANT)[15]
- hammer & hummingbird(2018年、すみだパークスタジオ倉)[14]

映画
- 人狼処刑ゲーム～たとえ君が狼でも僕は君を守る～
- 〜harajuku story〜ヌヌ子の聖★戦(2018年)[21]

テレビドラマ
- 夢中さ、きみに。（2021年、毎日放送）
- 早朝始発の殺風景（2022年放送予定、WOWOW）[22]

### 出演
舞台
- シブヤ×アキバ(2009年、恵比寿エコー劇場) - タケル 役
- 河童の指しゃぶり(2009年、アイピット目白)
- Oi-SCALE企画公演　オムニバスof OiOi Vol.3(2010年、下北沢駅前劇場)
- 虹色サラウンド(2011年、中目黒ウッディシアター) - ヒロト 役
- 不思議な町の王子様(2012年、シアターサンモール)
- Sometime,Somewhere(2012年、中目黒ウッディシアター) - 高志 役
- ライト・リライト(2012年、シアターグリーンBox in Box) - ディセット 役
- DO NOT!!(2012年、シアターグリーンBase Theater) - リリー 役
- 眠れぬ町の王子様(2012年、全労済ホール スペース・ゼロ) - 琥珀 役
- ぼうずキッチン(2012年、シアターグリーンBox in Box) - 直幸 役
- Live in toRAIN No.A-h～愛すべき隣人/地底に閉じ込められた未来～(2013年、シアターモリエール) - ヤマオ 役
- さよなら、カケラルーム(2013年、中目黒キンケロシアター) - 幽霊 役
- Moonlight Rambler~月夜の散歩人~(2013年、俳優座劇場 / きゅりあん小ホール) - 語り手 / エドガー・アラン・ポー 役
- フューチャーブラザーズ(2013年、中野ザ・ポケット) - 猫田 役
- ロックンロール・ダイアリーズ#1(2013年、シアターブラッツ) - アニマル 役
- 朗読劇「セロ弾きのゴーシュ」(2013年、シアター711) - ゴーシュ 役
- ライナー・ヴェルナー・ファスビンダーの「ゴミ、都市、そして死」(2013年、紀伊国屋ホール) - テノール・ヘルフリッツ 役
- アカトミドリノトキ(2013年、TACCS1179) - スーツの男 役
- 歓喜の歌(2014年、上野ストアハウス) - 太一 役
- Anytime.Anywher(2014年、上野ストアハウス) - 黒猫 役
- sea , she , see(2015年、VACANT)[18] - 主演：風綿 役
- blue , blew , bloom(2016年、VACANT)[17]
- 荒川、神キラーチューン(2016年、東京芸術劇場シアターウエスト / 穂の国とよはし芸術劇場PLAT)[23]
- tane & tiny(2016年、ES gallery)[16]
- monster & moonstar(2017年、VACANT)[15]
- hammer & hummingbird(2018年、すみだパークスタジオ倉)[14]

テレビドラマ
- 遺留捜査(2012年)
- 美咲ナンバーワン!!(2011年)
- 月の恋人〜Moon Lovers〜(2010年)
- 古代少女ドグーンV2010年)
- 夜光の階段(2009年)
- マイガール(2009年)

映画
- 少女椿(2016年、原作：丸尾末広 / 監督：TORICO）
- ワスグラ(2013年)
- 小川の辺(2011年)
- あいまいな夢の国(2011年)
- 恋の正しい方法は本にも設計図にも載っていない(2010年)